# وضع السكون

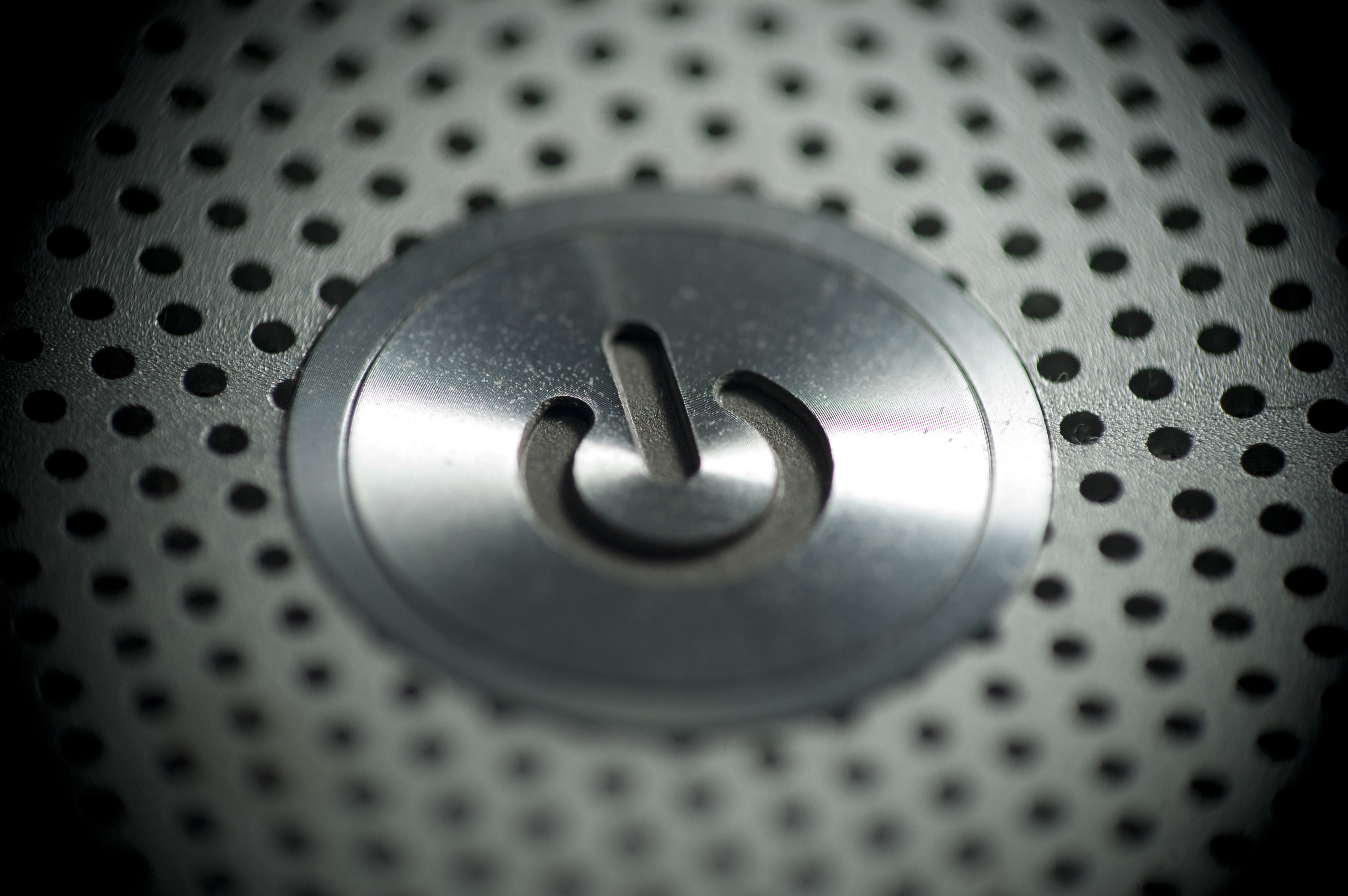

وضع السكون (بالإنجليزية: Standby Mode) أو وضع النوم Sleep Mode يشير إلى المستوى الأدنى للطاقة المستخدمة وتسمى طاقة الاستعداد في عدد من الأجهزة الإلكترونية كالحاسوب وأجهزة التلفاز بالإضافة إلى أكثر مستخدميه شيوعًا؛ أجهزة التحكم عن بعد. يقلل هذا الوضع من استهلاك الطاقة في الجهاز الإلكتروني مقارنة بتركه يعمل دون استخدامه إلى جانب الحاجة لإبقاء الجهاز قيد العمل. تعود هذه الأجهزة إلى وضع التشغيل الطبيعي بأمر "الاستيقاظ"، والذي غالبًا ما يكون بضغط زر من أزرار الجهاز الحاوي لدعم هذا الوضع.